# ポウハタン酋長
ポウハタン酋長（ポウハタンしゅうちょう、ワフンセナカウ、またはワフンスナコック、1545年6月17日頃-1618年頃）は、ポウハタン族インディアンの酋長。

## 人物
この酋長の名前として用いられている「ポウハタン」は、元々この酋長が住んでいた集落の一つの名前であり、その集落は現在のバージニア州リッチモンド市東端にあった。また隣接する川、現在のジェームズ川の名前でもあった。バージニア海岸部の部族の大半との同盟で強力な連邦を築いた働きに鑑み、「ポウハタン」を名のった。
また名前の発音であるが、17世紀の英語は綴り方が標準化されていなかったため、ポウハタン族の話すアルゴンキン語を音表現するとき、同じ言葉が様々な綴り方で表現されて混乱を招いた。初期の植民請負人だったジョン・スミスによる、1622年以降の報告書の中では、多くのバリエーションが使われている。
- 場所、ポウハタン
  - Powhatan、Powatan、Powhaten、Pohetan、Powhattan、Poughwaton,
- 表現、ウェロアンス（酋長？）
  - weroance, weeroance, wyrounce, wyrounnces, werowance, wyroance, werowans
- 名前、 ワフンスナコック
  - Wahunsunacock, Wahunsenasawk, Wahunsenacawh, Wahunsenacock
- 称号、ママナトウィック（卓越した、あるいは偉大な、酋長）
  - Mamanatowick, Mamauatonick

19世紀の著作家チャールズ・ダドリー・ワーナーは、ポカホンタスに関するその随筆の中でスミスの報告書を基に、「1618年、偉大なるポウハタンは天寿を全うし、“戦いと人生の野蛮な喜びに満足して”死んだ。彼は多くの名前と称号を持っていた。部族の者達は時として『オッタニアック』と呼び、時として『ママウアトニック』と呼んだが、彼の前では大抵『ワフンセナソウク』と呼んだ。」と蔑視と偏見も露わにこの酋長の名を推測している。
ジョン・スミスは『バージニアで起こった事件や事故と、それらに関する真実』の中で、ポウハタン酋長について次のように記述している。
インディアンを蔑視も露わに「裸の野蛮人（naked savage）」と称しているジョン・スミスは、この文章の中でポウハタン酋長を「皇帝」と呼んでいるが、これはインディアンの社会システムをまったく理解していないスミスの思い込み、勘違いである。ポウハタンの社会は「ロングハウス」を議会中心とした合議制であり、独任制の「首長」や「王」は存在しない。そもそもインディアンの酋長は部族の「調停役」であり、「階級」など存在しない。火の両側に酋長が並んでいるのはロングハウスで連座の合議を行っているからである。
ノーマン・ウッドはその著書『有名な酋長の生活』（1906年）の中で、初期の入植時のイギリス人の報告を基に、この酋長について説明している。それは「背が高く、均整が取れており、提唱者の外観がある。頭は幾らか灰色で、髭は薄くて無いように見える。歳は60歳近い、大変有能で逞しい体をしており、いかなる労働にも耐えられる。」というものである。

## 来歴
ポウハタン酋長はポカホンタスの父である。イギリス人が初めて海を渡ってインディアン達の土地にやって来た当時、現在のバージニア州海岸部にあたる「テナコマカ」（「人口密度の高い土地」という意味）に住んでいた。ポウハタン酋長らポウハタン族は白人を歓待し、「聖なるパイプ」の儀式を行って和平調停を結び、彼らを兄弟として迎え入れた。
ポウハタンの生涯について、イギリス人植民者が1607年に上陸する以前のことはほとんど知られていない。明らかに4ないし6部族の酋長を任じた者であり、リッチモンドに近い瀑布線を拠点に、外交と調停力によって、17世紀初期には約30部族を統合したポウハタン連邦の中心にいた。この連邦には10,000人ないし15,000人の民がいたと推定されている。
1609年1月、ジェームズタウン植民請負人の一人であるイギリス軍人ジョン・スミスによると、「植民地で冬を迎えて飢餓状態になったイギリス人に食糧を供給して貰うことと引き換えに、ポウハタン酋長のために英国式の家をウェロウォコモコの集落に建てさせる約束をした」と報告書に書いている。これはインディアンから見ると、「大いなる神秘のもとに聖なるパイプで和平の儀式を行った白い兄弟たちが腹を空かし、食べ物を分けてくれと言ってきたのでそうした。白い兄弟たちはそのお返しに、見たこともない立派な家を酋長に贈った」ということである。調停者であるポウハタン酋長は、白人のために村人たちから食料を分けてもらうために尽力したわけである。
しかし、スミスがポウハタン酋長のために家を建ててやるために大工達と予定地に到いた頃には陰謀が進行中で、白人とインディアン双方で殺し合いの機会を覗っていたという。
ジョン・スミスはインディアンを利用し、こき使いたがる、評判のほら吹きだった。現在のポウハタン族はスミスを詐欺師と呼んでいる。スミスのこの逸話にある1609年といえば、ポウハタン族はイギリス人と和平の調停を結んだあとであり、彼らが陰謀を企む理由が無い。
スミスの報告書によると、スミスらは続いてオペチャンカナウ（ポウハタン酋長の末弟）の住む集落に進んだ。スミスは拳銃をオペチャンカナウ酋長に突きつけ、これを人質とし、「酋長を殺されたくなかったらトウモロコシを20トン持ってこい」と脅迫した。スミスはあくまでも酋長を「族長」だと思い込んでいるから、このような「実力者に対する武力行使」で部族を支配しようとしているのである。しかしインディアンの社会は「大いなる神秘」のもと、森羅万象が平等な世界であり、「支配」だとか「命令」という文化が無い。スミスはこの時点で和平協定を破り、「聖なるパイプ」の誓いを破っているのである。インディアンたちは白い兄弟のために食べ物を分け与えているのに、彼らは「食べ物すべてをよこせ」と言ってきたのである。
スミスがウェロウォコモコに戻ってみると、英国式の家は建設途中で放棄されていた。大工であるドイツ人たちはポウハタン族側に脱走していた。ポウハタン族は彼らの会議場である「ロングハウス」を、約80km西のチカホミニー川源流の湿地にある「オラパケス」に建てた。ようするに「聖なるパイプ」の誓いを破ったイギリス人を避けて、ポウハタン族は逃げたのである。
ポウハタン酋長らは1611年から1614年のいずれかの時点で、弟のオペチャンカナウが所属している「ヨウタヌンド」の集落近くにある、さらに北の「マトチャット」へ集落を移動した。ポウハタン酋長は、誓いを破り侵略を拡大する白人に次のような言葉を投げかけている。
「お前たちの到来は、交易のためなどではない。私の同胞を侵略し、私の国を占領するためだ。私にはもう三度にわたってすべての同胞の死があった。…平和と戦争の違いは、私はほかのどの部族よりもよく知っている（彼はポウハタン族とイギリス人との戦争を予期している）。」
スミスが1609年にバージニアを離れた時までに、脆い平和は壊れていた。白人入植者は平気な顔で和平の誓いを破り、インディアンの土地に勝手に農地を拡げ、彼らを追い出した。土地を巡る紛争は「第一次アングロ・ポウハタン戦争」に繋がったが、さらにイギリス人植民地はジェームズタウンを越え、ポウハタン族の領土に拡大を続けていた。ポウハタン連邦の中の支族であるケコウタン族とパスパヘー族の二つの支族は事実上戦争初期に崩壊した。イギリス人侵略者が彼らの集落を破壊し、徹底的に虐殺したからである。
イギリス人はヘンリカスに根城を持っていた。ポウハタン族はジェームズ川上流のイギリス人入植者に対抗して「カッカロウ」のネマッタニューを交渉者に派遣した。しかし交渉は決裂した。侵略者の要求はあくまでも「土地の恒久的な占有」であり、「土地は共有されるものである」というインディアンの考えと相反したのである。イギリス人は「彼らのものになった」土地に「侵入」したインディアンを片っ端から殺した。
白人たちは「アングロ・ポウハタン戦争」でポウハタン酋長が「戦いを指揮した」としているが、これは全くの誤りである。インディアンの社会に「戦いを指揮する個人」は存在しない。イギリス人はインディアンを拉致監禁して脅迫を繰り返した。インディアンたちも、侵略者のこのやりかたを真似して、イギリス人を拉致連行した。
1613年、イギリス人たちはポウハタン酋長を「ポウハタン族の支配者」だと勘違いしていたから、その娘を誘拐して脅迫すれば部族を意のままに出来るだろう」と、酋長の娘ポカホンタスを拉致監禁し、「イギリス人捕虜の解放」、「盗まれた武器の返還」、「トウモロコシによる多額の賠償の支払い」という法外な条件をポウハタン族に押し付けた。
やむなく、ポウハタン酋長は、再び和平交渉を求めた。イギリス人相手では、「絶対不可侵」のはずの和平の誓いを何度でも結び直さなくてはならなかったのである。拉致監禁中に、ポカホンタスが解放の条件としてイギリス人タバコ業者で男やもめのジョン・ロルフと1614年に結婚したことで、再び和平が結び直された。
一方、イギリス人は和平の誓いを無視してジェームズ川の川岸にそって植民地の拡大を続けた。年老いたポウハタンの晩年は「無力だった」と言われ、年老いたポウハタン酋長に代わって、末の弟のオペチャンカナウが調停者となった。
1618年、死去。遺骸はその弟オペチャンカナウによって埋葬された。バージニア州のパムンキー・インディアン保留地にある墳墓がポウハタン酋長の墓ではないかと言われている。
ポウハタン酋長逝去後、弟のオピチチャパムが酋長になった。しかし、このときの調停者としての実績は一番下の弟オペチャンカナウにあった。1622年にポウハタン族は「ジェームズタウンの虐殺」を決行し、対侵略戦争の火蓋を切った。ポウハタン族の、イギリス人入植者をバージニアから追い出そうとする試みは、イギリス軍からの民族浄化によって、最終的にはポウハタン族が絶滅に瀕することになった。

## ジョン・スミスによる逸話
ジョン・スミスはイギリスに戻った1624年になって突然、「1607年12月、ポウハタン酋長の弟であるオペチャンカナウらの狩猟遠征隊に捉えられ、ヨーク川沿いにあったポウハタン族の村である「ウェロウォコモコ」に連行された。ここで百叩きの刑で殺されるところを、ポウハタン酋長の幼い娘であるポカホンタスが命乞いの懇願をしてくれたおかげで、その父であるポウハタン酋長はこの処刑をやめさせた」と吹聴し始めた。
しかし、スミスが1608年と1612年にロンドン議会に提出した報告書では、このいきさつに全く触れておらず、多くの歴史家はその真実性に疑問を投げかけてきた。この「処刑」は部族の中にスミスを受け入れるための儀式だったと考える者もいる。またこの武勇伝の「元ネタ」は、すでにこの報告の半世紀前に、南東アメリカで略奪行を行ったスペイン人のエルナンド・デ・ソトの見聞録のなかに見られるものである。
スミスは「ポウハタン酋長が彼の処刑を命じた」と書いているが、そもそもインディアンの酋長は「指導者」ではなく、またインディアン社会に「処刑を命じる」ような権力者はいない。また、これが「儀式」だったとすれば、これを取り仕切るのは呪い師であって、酋長ではない。ポウハタン酋長が部族民にスミスの「処刑」を「命令する」というのもインディアンの社会ルールからして不自然である。　
また、イギリス人が1607年にポウハタン領土を侵犯して上陸したすぐあとに、ポウハタン族は和平の儀式を交わしており、彼らがこのような拉致連行を行う理由が無い。実際にインディアンたちは彼らの共有文化に則って、侵略者たちに気前よく贈り物をし、食糧を分け与えているのである。
また、どんな儀式であろうと、幼い子供の参加は許されていない。当時10歳程度のポカホンタスがその場にいたということ自体がありえない話である。ようするにスミスはステレオタイプな思い込みだけでインディアンの社会を解釈し、自らの立身出世のためにこのような作り話を捏造したのである。
ポウハタン族は自身の公式サイトで、このスミスの逸話を「根拠のない作り話」と断定している。

## ポウハタンに関連するもの
現在のグロスター郡にある「ウィコミコ」と呼ばれる村では、伝統的にポウハタン族の「煙突」と「建物」の一部とされている遺跡の再現物があり、「ポウハタンの煙突」と呼ばれている。
しかし、2003年以降バージニア州政府役人や研究者達はウェロウォコモコがあった場所はもっと西のヨーク川沿いパータンベイのところだと結論付けた。考古学者たちは西暦1200年頃と考えられる大きな集落跡と、同1400年頃とされる土盛り工作物、さらには1600年代初期にイギリス人と交流した可能性を示すヨーロッパ製品を含め多くの人工物を見つけてきた。2006年、ウェロウォコモコ考古学遺跡はアメリカ合衆国国家歴史登録財に登録された。発掘はウィリアム・アンド・メアリー大学の指導するチームで続けられている。
「ポウハタン郡」はポウハタン族の領土からいくらか西にあるが、ポウハタン酋長とその部族に因んで名付けられた。またリッチモンド独立市で、「ポウハタンヒル」はポウハタン酋長たちの集落があった場所に近いと考えられている。ポウハタン族の大集落として、ここにはパラハント、あるいはタンクス・ポウハタン（小さいポウハタン）と呼ばれた酋長がいた。彼に初めて会ったイギリス人は彼を「大ポウハタン」であると勘違いした。この混乱は今日でも続いている。
ポウハタン酋長のいた集落「ウェロウォコモコ」はバージニア州グロスター郡にあったとみられていて、考古学調査が盛んに行われており、現在アメリカ合衆国国家歴史登録財に指定されている。
オックスフォードのアシュモリーン博物館には、「ポウハタンのマント」と呼ばれる、貝殻模様と肖像で飾られた鹿皮のマント（ケープ）が収蔵されている。このケープは「ポウハタン酋長の持ち物だった」と言われているが、その実証には疑問がもたれている。このケープは確かにヨーロッパの収集品のなかで現存する北米入植初期の加工品の一つで、多くの貴重な北米産の貝殻ビーズで加工されているので、周りから尊敬を集めたインディアンのものであったことは間違いない。
ポウハタン酋長は娘のポカホンタスがイギリス人植民者ジョン・ロルフと結婚したことで、その一子トマス・ロルフの祖父になった。このトーマスは、ロルフの実の子供ではない。トーマスの実の父親は、ロルフの上司のトーマス・デール卿と見られている。イギリス人とバージニア・インディアンの血筋を引くこの子孫は、バージニアの第一家族集団の一つ、ロルフ家となっている。

## フィクションにおけるポウハタン
- 1953年の映画『ジョン・スミス船長とポカホンタス』では、ダグラス・ダンブリルが酋長の役割を演じた。
- 1995年のディズニーアニメ『ポカホンタス』では、スー族インディアンのラッセル・ミーンズがポウハタンの声優を務めた。
- 1995年のカナダ映画『ポカホンタス：伝説』ではカナダ・インディアンのゴードン・トゥートゥーシスがポウハタンを演じた。
- 2005年の映画『ニュー・ワールド』では、カナダ人オーガスト・シュレンバーグが演じた。
- テレビ・ゲーム『シヴィライゼーション4 コロナイゼーション』（Sid Meier's Civilization IV Colonization）では、ポウハタン酋長が大陸会議の代表になる可能性ある者として登場する。